# Achraf Hakimi
Achraf Hakimi Mouh (arabisch أشرف حكيمي, DMG Ašraf Ḥakīmī; * 4. November 1998 in Madrid) ist ein marokkanisch-spanischer Fußballspieler. Er steht seit Juli 2021 in Diensten von Paris Saint-Germain und ist A-Nationalspieler Marokkos. Hakimi kann auf der rechten Außenbahn defensiv wie offensiv eingesetzt werden.

## Karriere

### Vereine

#### Beginn in Madrid
Der als Sohn marokkanischer Eltern in Spanien geborene und aufgewachsene Hakimi begann mit dem Fußballspielen beim CD Colonia Ofigevi. 2006 kam er zu Real Madrid und durchlief dort sämtliche Jugendmannschaften. Zwischen 2015 und 2017 nahm er mit der U19-Mannschaft an der Youth League teil, aus der man in beiden Spielzeiten im Halbfinale ausschied. Im August 2016 debütierte der Verteidiger für die Zweitmannschaft des Vereins in der Segunda División B.
Im Januar 2017 stand Hakimi gegen Celta Vigo erstmals im Kader der Profimannschaft, kam allerdings zu keinem Einsatz. In der Saison 2017/18 rückte er dauerhaft in den Profikader auf und gab Anfang Oktober sein Debüt in der Primera División. Insgesamt bestritt er im Saisonverlauf 17 Pflichtspiele und schoss zwei Tore. Am Ende der Saison gewann er mit Real Madrid als erster Marokkaner die Champions League.

#### Borussia Dortmund
Zur Saison 2018/19 wechselte Hakimi für zwei Jahre auf Leihbasis in die Bundesliga zu Borussia Dortmund. Seinen ersten Treffer in der Bundesliga erzielte er beim 7:0-Heimsieg des BVB gegen den 1. FC Nürnberg am 26. September 2018. Ab dem 5. Spieltag war der Marokkaner, der defensiv sowohl rechts als auch links eingesetzt wurde, Stammspieler und konnte sich zehn Scorerpunkte erarbeiten. Am 27. Spieltag zog sich Hakimi beim 2:0-Heimsieg gegen den VfL Wolfsburg einen Mittelfußbruch zu und fiel für den Rest der Saison, die der BVB als Vizemeister beendete, aus.
Im August 2019 gewann er nach seiner Rückkehr seinen ersten Titel mit dem Verein, als der Doublesieger der Vorsaison, der FC Bayern München, mit 2:0 im DFL-Supercup besiegt wurde. Auch in der Saison 2019/20 war der Marokkaner weiterhin Stammkraft unter Cheftrainer Favre, der ihn ab Oktober immer häufiger auch im Mittelfeld einsetzte. Dies war zum einen seinem Offensivdrang sowie seiner Geschwindigkeit, wie auch zum anderen seinen Defiziten in der Verteidigung geschuldet. Darüber hinaus setzte Favre auf Rechts auf Łukasz Piszczek und nach der Umstellung auf eine Dreierkette nur noch auf Innenverteidiger. Hakimi bestritt als einziger BVB-Spieler 45 Pflichtspiele und war mit vier Treffern der erfolgreichste Torschütze des Vereins in der Champions League. Er konnte fünf weitere Ligatore selbst erzielen und zehn vorbereiten, womit er in der Top-10-Liste der Bundesliga-Assistgeber landete, und wurde auch in seinem zweiten Jahr in Dortmund mit dem Klub deutscher Vizemeister. Trotz Bemühungen seitens des BVB konnte kein weiteres Leihgeschäft arrangiert werden und Hakimi verließ den Klub nach Vertragsende.

#### Über Mailand nach Paris
Zur Saison 2020/21 wechselte Hakimi in die italienische Serie A zu Inter Mailand und unterschrieb einen bis zum 30. Juni 2025 gültigen Vertrag. Der Verein reagierte damit auf Probleme auf den Außenbahnen. Später entkräftete der Spieler die Gerüchte, er hätte Madrid verlassen, um nicht in Konkurrenz mit Dani Carvajal treten zu müssen und erklärte, stattdessen hätte der Verein die Ablösesumme in Folge der COVID-19-Pandemie benötigt, um Verluste zu kompensieren. In drei Wettbewerben stand der Marokkaner in 45 von 48 Pflichtspielen auf dem Feld, Gelbsperren sowie eine Quarantäne als Kontaktperson eines COVID-19-Infizierten zwangen ihn zu kurzen Pausen. In den meisten Spielen stand Hakimi in einem 3–5–2 auf der rechten Außenbahn in der Startelf und konnte sich so gegen die Mitspieler Matteo Darmian und Ashley Young durchsetzen. Gegen die AS Rom rettete er durch ein Tor ein Remis, gegen Spezia Calcio ermöglichte er durch einen Treffer drei Punkte und im Hinrundenheimspiel gegen den FC Bologna war Hakimi mit zwei Toren für den Sieg verantwortlich. Darüber hinaus führten vier seiner Assists zu spielentscheidenden Treffern. Während für Inter in der Champions League als Tabellenvierter hinter Real Madrid, Borussia Mönchengladbach und Schachtar Donezk bereits in der Gruppenphase Schluss war, errang der Flügelspieler mit dem Team die erste Landesmeisterschaft seit der Spielzeit 2009/10.
Im Anschluss an die Spielzeit kündigte die Suning Holdings Group, die Hauptaktionär von Inter Mailand ist, Sparmaßnahmen an. So verließ neben Trainer Antonio Conte beispielsweise auch Nationalspieler Matteo Politano den Verein. Der 22-jährige Hakimi wechselte daraufhin zur Saison 2021/22 in die französische Ligue 1 zum amtierenden Vizemeister und Europapokalteilnehmer Paris Saint-Germain, wo er einen Fünfjahresvertrag erhielt. Bei PSG tritt der Marokkaner auf der rechten Außenbahn mit dem defensiver agierenden Colin Dagba sowie den Flügelstürmern Pablo Sarabia und Ángel Di María in Konkurrenz. Im Supercup gegen den amtierenden Meister OSC Lille stand Hakimi als rechter Außenverteidiger in der Startformation; sein Team verlor mit 0:1. Unter Coach Mauricio Pochettino rückte der Marokkaner wieder auf den defensiven rechten Flügel, konnte aber bis zur Winterpause trotz allem sechs direkte Torbeteiligungen vorweisen. Beim 2:1 gegen den FC Metz schoss Hakimi beide Tore, im letzten Spiel des Jahres 2021 gegen den FC Lorient rettete hingegen sein Zuspiel auf Mauro Icardi ein Remis. Bei Paris war der Außenbahnspieler Stammspieler und verlor mit dem späteren Hinrundenmeister bis zum Jahreswechsel lediglich ein Ligaspiel.

### Nationalmannschaft
Hakimi besitzt neben der marokkanischen auch die spanische Staatsangehörigkeit. Er war daher für den marokkanischen und spanischen Fußballverband spielberechtigt.
Hakimi spielte zunächst für die marokkanische U23-Auswahl. Am 11. Oktober 2016 debütierte er in einem Testspiel gegen Kanada als Einwechselspieler in der A-Nationalmannschaft. Im Mai 2018 wurde er in den marokkanischen Kader für die Weltmeisterschaft 2018 berufen. Nach einem 2:2-Unentschieden gegen Spanien und zwei 0:1-Niederlagen gegen Portugal und den Iran schied Marokko als Letzter der Gruppe B aus dem Turnier aus. Hakimi wurde in allen drei Partien eingesetzt.
Bei der Weltmeisterschaft 2022 in Katar erreichte er mit der A-Nationalmannschaft nach dem Gruppensieg in der Gruppe F das Halbfinale, wobei er im Achtelfinale gegen Spanien den entscheidenden „Schuss vom Punkt“ zum 3:0-Sieg im Elfmeterschießen verwandelte. Der Halbfinaleinzug Marokkos bei dieser Weltmeisterschaft war der erste einer afrikanischen Mannschaft überhaupt.

## Titel und Auszeichnungen

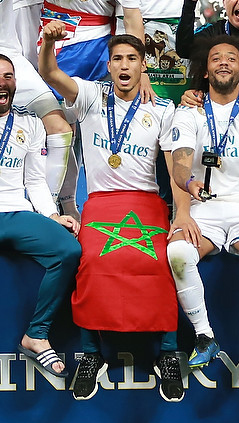
Hakimi
nach dem Gewinn der Champions League (2018)

### Vereine
International
- Champions-League-Sieger (2): 2018 (Real Madrid), 2025 (Paris Saint-Germain)
- Klub-Weltmeister: 2017 (Real Madrid)
- UEFA-Super-Cup-Sieger: 2025 (Paris Saint-Germain)

Deutschland
- Supercupsieger: 2019 (Borussia Dortmund)

Italien
- Meister: 2021 (Inter Mailand)

Frankreich
- Meister (4): 2022, 2023, 2024, 2025 (alle Paris Saint-Germain)
- Pokalsieger (2): 2024, 2025 (alle Paris Saint-Germain)
- Supercupsieger (3): 2022, 2023, 2024 (alle Paris Saint-Germain)

### Nationalmannschaft
- Olympische Bronzemedaille: 2024

### Auszeichnungen
- Wahl in die VDV 11: 2020
- Team des Jahres der Serie A: 2021
- Bester afrikanischer Nachwuchsspieler 2018,[17] 2019[18]

## Spielweise
Hakimi wird hauptsächlich auf den Außenbahnen eingesetzt, aufgrund seines starken rechten Fußes bevorzugt auf der rechten Seite. Ähnlich wie seine ehemaligen Dortmunder Mannschaftskollegen Łukasz Piszczek oder Raphaël Guerreiro beweist er oft Offensivdrang und kann von den Flügeln aus für Gefahr in den gegnerischen Strafräumen sorgen. Hierbei kommt ihm auch seine Schnelligkeit zugute (in der Hinrunde der Saison 2019/20 erreichte der Marokkaner den Bundesliga-Bestwert von 36,21 gemessenen km/h). Unter Lucien Favre kam Hakimi in der Saison 2019/20, nachdem er zunächst regelmäßig in der Verteidigung gespielt hatte, auch verstärkt im rechten Mittelfeld zum Einsatz. Nach seinem Wechsel zu Inter Mailand hielt der Marokkaner diese Position bei.

## Sonstiges
Im März 2023 wurde bekannt, dass wegen Vergewaltigungsvorwürfen ein Ermittlungsverfahren gegen Hakimi eingeleitet worden ist.
Von 2020 bis 2023 war er mit der spanischen Schauspielerin Hiba Abouk verheiratet. 